# Wiktor Piątkowski
Wiktor Jan Piątkowski (ur. 1841, zm. 1909) – prawnik, publicysta
Będąc sędzią śledczym w Łodzi, zaproponował współpracę Janowi Petersilge (wydawcy "Lodzer Zeitung") w zakresie wydawania polskojęzycznej gazety. Początkowo zamieszczano kącik z polskojęzycznymi krótkimi aktualnymi artykulikami. Od 1 kwietnia 1881 roku wydawano samodzielny cotygodniowy dodatek do Lodzer Zeitung pt. Gazeta Łódzka. Pisemko utrzymało się do końca maja i zostało zawieszone na skutek trudności finansowych i redakcyjnych.